# Akuseki-jima
Akuseki-jima (悪石島) est une île volcanique du Japon, une des îles Tokara en mer de Chine orientale.

## Géographie
Elle est située à 38 kilomètres au sud-ouest de Nakano-shima. L'île est en grande parie entourée de falaises abruptes. Elle est composée d'andésite et de dacite, ce qui en fait un stratovolcan. Il est formé par deux cratères sommitaux, Biroyama (355,5 mètres) et Nakadake (464 mètres).
Les coulées de lave dans la partie nord de l'île ont été datées d'il y a 80 000 ans. Il n'y a eu aucune activité volcanique depuis ce temps-là.

## Histoire
Jusqu'en 1624, l'île faisait partie du royaume de Ryūkyū. Lors de l'époque d'Edo, elle faisait partie du domaine de Satsuma. En 1896, elle passe sous l'administration du district d'Ōshima, puis en 1911 à celle du village de Toshima. De 1946 à 1952, l'île a été administrée par les États-Unis dans le cadre du gouvernement provisoire des îles Ryukyu du Nord.
Pendant la Seconde Guerre mondiale, le 22 août 1944, le Tsushima Maru (en), un navire de passagers, y est coulé par le sous-marin USS Bowfin, faisant 1 484 victimes civiles, dont 767 écoliers. Des commémorations sont organisées chaque année et il existe sur l'île un musée qui illustre l'événement.
Akusekijima a aussi été célèbre lors de l'éclipse solaire du 22 juillet 2009 en étant une des zones habitées les plus proches de l'emplacement de la durée maximum de l'éclipse. Présentée comme un des meilleurs lieux d'observations, elle a alors attiré plus d'une centaine de personnes.
À partir du 21 juin 2025, l'île est touchée par un essaim de séismes qui affecte l'ensemble des îles Tokara,.